# ليندسي هاريس
ليندزي بيرك هاريس (مواليد 19 نوفمبر 1993) هي لاعبة كرة قدم أمريكية محترفة تلعب كحارسة مرمى في نادي القادسية ضمن الدوري السعودي الممتاز للسيدات.

## المسيرة الجامعية
لعبت هاريس لفريق نورث كارولينا تار هيلز بجامعة جامعة كارولاينا الشمالية في تشابل هيل من عام 2012 إلى 2016، حيث قضت موسمها الأول دون لعب ضمن ريدشيرت. في المجمل، شاركت في 65 مباراة وصنعت تمريرتين حاسمتين.

## المسيرة الاحترافية
خاضت هاريس أول مباراة لها في الدوري الوطني لكرة القدم النسائية بتاريخ 9 أبريل 2021. كما لعبت أول مباراة لها في دوري بورتوغالي النسائي بتاريخ 6 مايو 2023.
في 20 يوليو 2023، وقّعت هاريس عقدًا قصير الأجل مع بورتلاند ثورنز لتعويض غياب الحارسة لورين كوزال بسبب الإصابة. وفي أكتوبر 2023، انضمت إلى نادي القادسية السعودي.
خلال موسمها الأول في السعودية، حصلت على جائزة أفضل حارسة مرمى في الدوري السعودي الممتاز للسيدات وكأس السعودية للسيدات.

## الألقاب

### الأندية
هيوستن داش
- كأس التحدي NWSL: 2020

القادسية
- كأس السعودية للسيدات (المركز الثالث): 2023–24

### الجوائز الفردية
- أفضل حارسة مرمى في كأس السعودية للسيدات: 2023–24
- أفضل حارسة مرمى في الدوري السعودي الممتاز للسيدات: 2023–24